# Bastone da passeggio

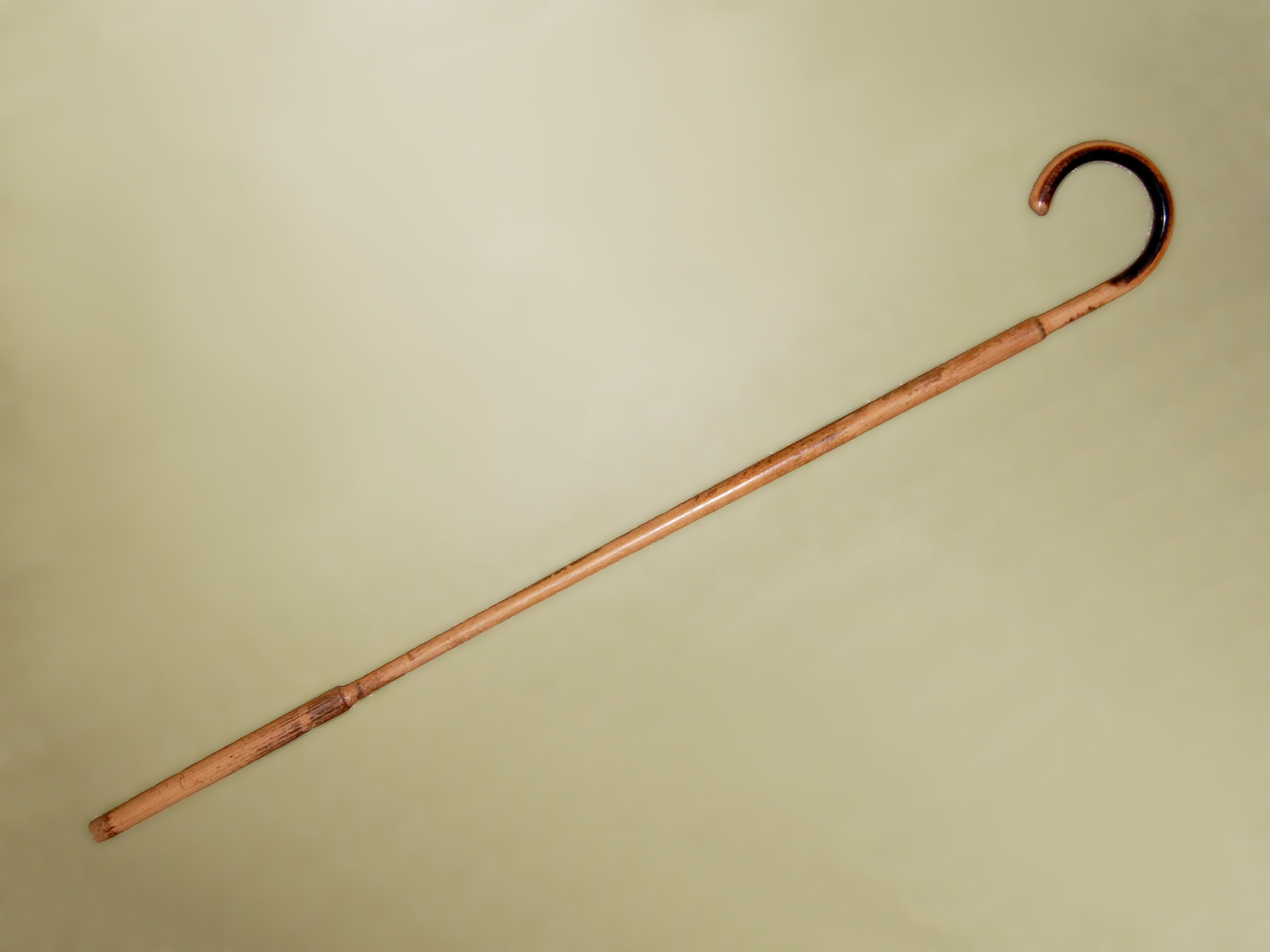
Un bastone da passeggio

Il bastone da passeggio (detto anche canna o mazza) è un oggetto utilizzato dalle persone per sorreggersi, per eleganza, o come mezzo difensivo.
Si presenta generalmente liscio, munito di un manico ricurvo oppure di un pomello fabbricato in plastica o legno per quelli più economici, mentre in corno, argento, avorio o altre leghe per quelli più preziosi. 
Sono anche considerati oggetti decorativi o da collezionismo da parte di appassionati.

## Storia

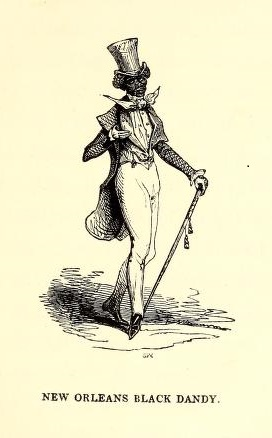
Un dandy con un bastone da passeggio

Il bastone diventa oggetto di moda a partire dal secolo XVII; Luigi XIV è tra le prime personalità a sfoggiarlo come accessorio ornamentale.
Nel XVIII secolo nascono le prime canne animate che, oltre ad avere una valenza sempre di classe, nascondono un'arma all'interno. Sono diffuse fino al periodo vittoriano.
Nel corso degli anni, il bastone da passeggio diventa oggetto di lavoro, usato per trasportare ad esempio ferri chirurgici oppure cannocchiali. Ad esempio in territorio asburgico, i musicisti possedevano canne che al loro interno avevano lo strumento adoperato (come il flauto, ad esempio) insieme agli spartiti.
Alla fine del XVIII secolo, in Francia, nasce l'associazione ante-dandy Macaroni. Per contraddistinguersi, usavano un bastone da passeggio eccentrico come simbolo di appartenenza. Era uso, inoltre, inserire nell'apposito pomello una fragranza. 
Si afferma, tra il XVIII e XIX secolo, in Europa, un vero e proprio galateo su come adoperare la canna. Era ritenuto segno irrispettoso trascinarlo per le strade oppure appoggiarsi in posizioni scomposte. Nel '800 diventa oggetto di uso comune anche per la classe media borghese, ma verso la metà del XX secolo che il bastone perde il suo uso comune quale accessorio di moda per essere utilizzato principalmente come sostegno da persone anziane.